# Rina Thieleke

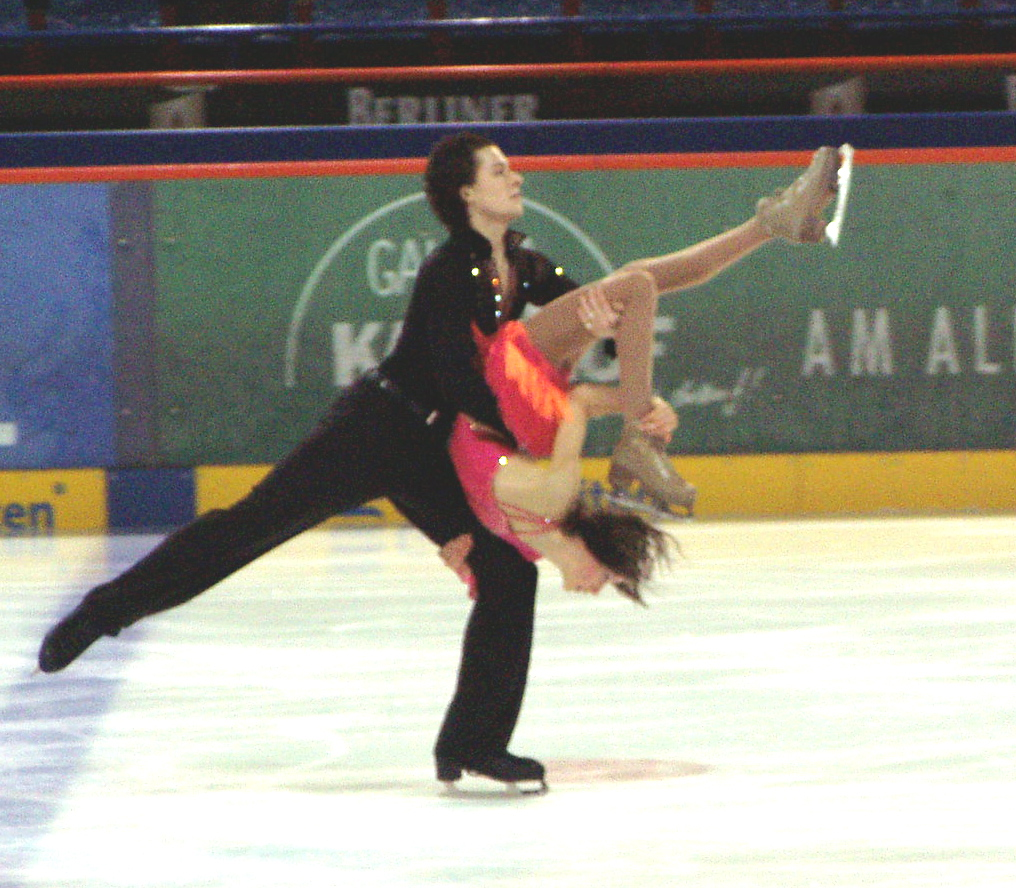
Rina Thieleke und Sascha Rabe

Rina Thieleke (* 13. November 1987 in Berlin) ist eine ehemalige deutsche Eistänzerin.

## Biografie
Von 2000 bis 2006 lief Rina Thieleke zusammen mit Sascha Rabe. Davor war Paul Boll ihr Eistanzpartner. Sie startete für den SC Berlin. Der Trainer von Rina Thieleke und Sascha Rabe war der frühere mehrmalige Deutsche Meister im Eistanzen Hendryk Schamberger. Sie arbeiteten in der Saison 2004/2005 außerdem zusammen mit den Trainern Anschelika Krylowa (russische Eistanz-Weltmeisterin 1998 und 1999) und Pasquale Camerlengo (früherer italienischer Landesmeister im Eistanzen). Pasquale Camerlengo war bis 2006 ihr Choreograph.
Rina Thieleke beendete ihre Eistanzkarriere im März 2006.

## Erfolge/Ergebnisse
mit Sascha Rabe
| Wettbewerb/Wintersaison     | 2001–2002 | 2002–2003 | 2003–2004 | 2004–2005 | 2005–2006 |
| --------------------------- | --------- | --------- | --------- | --------- | --------- |
| Juniorenweltmeisterschaften |           |           |           | 12.       |           |
| Deutsche Meisterschaften    | 2. N.     | 1. N.     | 1. J.     | 1. J.     | WD        |
| Berliner Meisterschaften    | 2. N.     | 1. N.     |           | 1. J.     |           |
| Trofeo Ticino               |           |           | 2. J.     |           |           |
| H. Seibt Memorial           |           |           | 1. J.     |           |           |
| Pavel Roman Memorial        | 2. N.     | 1. N.     |           |           |           |
| JGP, Japan                  |           |           |           |           | 2.        |
| JGP, USA                    |           |           |           | 6.        |           |
| JGP, Deutschland            |           |           |           | 8.        |           |
| JGP, Kroatien               |           |           | 8.        |           |           |
| JGP, Mexiko                 |           |           | WD        |           |           |

- N = Novizen; J = Junioren; WD = zurückgezogen
- JGP = Junior Grand Prix